# Diadocis longimacula
Diadocis longimacula är en fjärilsart som beskrevs av Saalmüller 1891. Diadocis longimacula ingår i släktet Diadocis och familjen nattflyn. Inga underarter finns listade i Catalogue of Life.